# Raval del Prat
El Raval del Prat, també anomenat Raval dels Caputxins, és un nucli del terme municipal de l'Estany (el Moianès). Està situat a migdia del poble, a ponent de l'extrem meridional d'on hi havia hagut l'estany que dona nom al poble i terme, i també a l'oest de la carretera C-59, just al nord-oest de la fita quilomètrica 45 d'aquesta carretera.

El Raval del Prat, respecte del terme de l'Estany

El carrer principal rep el mateix nom; allà se situen diverses masies que formen un conjunt inclòs a l'Inventari del Patrimoni Arquitectònic de Catalunya. Avui el conjunt està format per les cases de cal Cases, Cal Gomis, Cal Isidro, ca la Pubilla i Cal Pató. De cadascuna se'n conserva el portal. L'estructura d'aquestes cases entre mitgeres és de dues plantes amb baixos i estances. Les parets exteriors són de pedra molt irregular, amb la presencia d'alguns grans blocs que semblen aprofitar antigues construccions. Les finestres són emmarcades per grans carreus. L'estructura de cada habitatge és la següent: entrada, baixos per bestiar, escala de pedra i habitatge. Predominen els portals rectangulars i n'hi ha dos amb arc rebaixat. L'ampit de les finestres acostuma a ésser treballat. El teulat és a doble vessant amb el carener paral·lel a la façana.

## Història
El que avui són cinc cases, antigament havien estat set. L'estructura actual és del segle xviii, però respon a una transformació d'unes construccions anteriors.
Es conserven deus llindes datades: una de 1740 amb una creu i l'altra de 1797 on es llegeix "renovat". Al segle xix i principis del XX, alguns d'aquests habitatges han sofert obertures als darreres. Recentment s'han anat unificant les cases, obrint portals a les parets de tapia a fi de guanyar espai.
Segons J. Codina, aquestes cases havien estat hostalatge que el monestir mantenia per allotjar els pelegrins. Més tard, els caputxins de Manresa, quan feien la recapte el terme, hi dipositaven llurs col·lectes. Més aviat semblaria que fossin les dependències dels servidors del monestir.